# Badb
Badb (Wrona), w języku nowoirlandzkim pisane Badhbh – w mitologii irlandzkiej bogini wojny przybierająca postać Wrony skąd wzięło się jej imię Badb Catha (wrona bitewna). Szczególnie utożsamiana Badb jest z wrona siwą. Pola bitwy nazywano „krainą Badb”, i mówiono, że Badb pojawia się na nich w postaci wrony lub wilka. Często wywoływała pomieszanie w szeregach żołnierzy, aby przechylić szalę bitwy na korzyść faworyzowanej przez siebie strony. Kojarzono ją z beansidhe (banshee) i mówiono, że pełniła kluczową rolę w drugiej bitwie pod Magh Tuiredh przeciw Fomorianom. Razem z Machą i The Morrigan stanowiła trójcę bogiń wojny, inaczej nazywana Na Morrigna. 